# Angela Gugliotta
Angela Gugliotta es un músico y artista nacida en Caracas, Venezuela el 31 de agosto de 1974. Conocida por ser la bajista de la banda de Punk Blues Caballo. 

## Biografía
De padre Italiano y madre colombiana, Angela Gugliotta destaca por su eclecticismo. Ha vivido y desarrollado su carrera entre España y Venezuela y es conocida como una de los fundadores de la banda Caballo. A mediados de los años noventa inicia su carrera en la música con el grupo de electrónica Slamballet posteriormente colabora con Culto Oculto y otros proyectos musicales.
Entre noviembre de 2004 y enero de 2005, forma junto a José Henríquez, Caballo una banda de rock experimental, Punk Blues y rockabilly. En este mismo año graba con la banda su primer trabajo Fuck You se presentan en el Festival Periferias de Huesca y el Sziget Festival.
En 2008 edita el tercer trabajo de Caballo El Camino y en 2012 Novem

## Discografía

### Caballo
- Fuck You (2005)
- El Camino (2008)
- Novem (2012)